# غاري هولمز
غاري هولمز هو مصارع هاوي كندي، ولد في 10 نوفمبر 1965 في جورج تاون في غيانا.

## وصلات خارجية
- غاري هولمز على موقع قاعدة بيانات المصارعة الدولية (الإنجليزية)
- غاري هولمز على موقع أوليمبيديا (الإنجليزية)
- غاري هولمز على موقع اللجنة الأولمبية الكندية (الإنجليزية)